# Arrondissement de Turnhout
L'arrondissement de Turnhout est une ancienne subdivision administrative française du département des Deux-Nèthes créée le 17 février 1800 et supprimée le 11 avril 1814.

## Composition
Il comprenait les cantons de Arendonk, Herentals, Hoogstraten, Mol, Turnhout et Westerlo.